# Formica tenuissima
Formica tenuissima är en myrart som beskrevs av Buckley 1866. Formica tenuissima ingår i släktet Formica och familjen myror. Inga underarter finns listade i Catalogue of Life.